# خانه‌های بریم شماره ۲۳۷
خانه‌های بریم شماره ۲۳۷ مربوط به دوره پهلوی دوم است و در آبادان، منطقه مسکونی بریم، پلاک ۲۳۷ واقع شده و این اثر در تاریخ ۱۲ شهریور ۱۳۸۶ با شمارهٔ ثبت ۱۹۴۶۵ به‌عنوان یکی از آثار ملی ایران به ثبت رسیده است.